# 8 век
8 век започва на 1 януари 701 г. и свършва на 31 декември 800 г.

## Събития
- 717 – 718 година – арабите обсаждат Константинопол, но византийците биват спасени от българския хан Тервел, който получава титлата „кесар“ в знак на благодарност от Византийския император.
- 732 година – състои се битката при Поатие между франки и араби

## Личности
- Тервел – български владетел
- Лъв III Исавър – византийски император
- Пипин Къси – франкски майордом
- Карл Мартел – франкски майордом